# エンジェル (エアロスミスの曲)
『エンジェル』（Angel）は、エアロスミスの楽曲。1987年のアルバム『パーマネント・ヴァケイション』から3枚目のシングルカットとして1988年1月5日にリリースされた。リードシンガーのスティーヴン・タイラーと外部のソングライターのデズモンド・チャイルドによって制作された。
全米シングルチャートで3位にランクインし、当時の自身最大ヒット曲となった。現在は1998年にリリースされた「ミス・ア・シング」に次ぐヒットとなっている。
日本では、2005年にテレビドラマ『エンジン』のオープニングテーマに起用され、ドラマに合わせてシングルが再リリースされた。